# O Comboio do Medo
O Comboio do Medo (Sorcerer, no original em inglês) é um filme norte-americano de 1977, do gênero filme de aventura, dirigido por William Friedkin e estrelado por Roy Scheider e Bruno Cremer.